# 慶暦の和約
慶暦の和約（けいれきのわやく）は、1044年、中国統一王朝の宋（北宋）とチベット系王朝の西夏によって締結された和議。
宋を君、西夏を臣と位置付け、宋は西夏に毎年銀5万両、絹13万匹、茶2万斤を贈ることなどが約された。

## 成立までの経緯
この頃の北宋は建国者である趙匡胤（太祖）からの文治主義政策が軍隊の弱体化を招き北方民族の侵入に苦しんでいた。そこで宋はそれらの民族たちに財貨を支払うことで和約し、異民族の侵入を防ぐ方針を採った。
宋の第3代皇帝の真宗は1004年契丹族の遼との戦争を澶淵の盟により多額の財貨を毎年支払うことで終わらせた。
しかしこの多額の財貨も宋の国力からみれば大した額ではなく、この後両国の平和が続き、経済的に大いに繁栄した。

## 慶暦の和約
ところが1038年李元昊が中国北西部に西夏を建国すると、再び国境に緊張が生じる。西夏はたびたび宋の領内に侵入を繰り返し、宋は撃退に手を焼いた。
そこで、宋の第4代皇帝仁宗は1044年、西夏と慶暦の和約を結ぶ。これにより宋を君、西夏を臣と位置付け、宋は毎年銀5万両、絹13万匹、茶2万斤を贈ることなどが約され、和議が成立した。
また宋と西夏との争いに乗じて遼が宋に領土の割譲を求めたが、支払う財貨の増額により両国は妥結した。

## その後
和議の成立で宋の北方異民族に対する安全保障が確立され、その後しばしば小さな小競り合いは発生するものの国境の治安が安定するようになった。それにより宋の国内も概ね平和が続き文治主義の下、仁宗の治世は有能な家臣にも恵まれ慶暦の治と呼ばれる政治的な安定期を迎えた。しかし、文治主義による官吏の増加は周辺異民族への多額の歳幣とともに宋の財政を圧迫し始め、これに建国当初の970年頃には50万人にも満たなかった兵士数が1040年代には120万人に達するなど軍隊の拡張による軍事費の増加も重なり、1048年以降財政は急速に悪化し1060年代に入ると財政支出は赤字に転落した。この財政赤字からの再建の方法を巡り1070年代の新法・旧法の争いと呼ばれる一連の政争が起こり、政治の混乱と停滞を招き宋の衰退の一因となった。
一方、同年に西夏と遼の間で武力衝突が発生すると、西夏は宋・遼と対等な地位を獲得するに至った。